# Tagliata (Cervia)
Tagliata è una frazione del Comune di Cervia, in provincia di Ravenna, ed è centro di turismo balneare. 

## Geografia fisica
Si sviluppa nella zona sud-orientale del comune: confina a nord con la frazione di Pinarella, a est con il mare Adriatico, a sud con Zadina, frazione di Cesenatico e a ovest con frazione di Montaletto.

## Storia
Tagliata conserva il nome dell'antico taglio (canale) che serviva per sgrondare la grande valle estesa un tempo dalle saline al confine comunale. 
Un tempo l'intera zona di Cervia, essendo situata in una depressione della pianura Padana, era costituita interamente da paludi. Si tentarono varie bonifiche per opera di diversi signori dell'epoca, ma ognuna di queste mutò ben poco la fisionomia del territorio.
Solo in tempi più recenti grazie alla costruzione dei due canali di derivazione e di scolo, si poté completare l'opera, e verso il 1920 la bonifica della valle e di altre terre del cervese era completata. Si recuperarono così terre per la coltivazione di frumento, bietola ed erba medica, e veniva eradicata la malaria. 
Alla fine degli anni Trenta fu piantata la pinetina.
Fino al 1940-1945 l'area era occupata da terreni agricoli, con poche case coloniche e solo qualche carraia privata collegava Pinarella e Tagliata al mare. La prima strada pubblica fu la via Emilia, aperta solo nell'immediato dopoguerra. 
Oggi la zona costituisce una località balneare molto frequentata.

## Monumenti e luoghi d'interesse

### Chiesa di Santa Teresa del Bambin Gesù
La Chiesa di Santa Teresa del Bambin Gesù (Tagliata), ultima sorta tra gli edifici sacri nel territorio cervese, evidenzia moderni caratteri architettonici di sobrietà e funzionalità. Edificata nel 1967, sorretta da pilastri in cemento, assomiglia ad una palafitta.

### Pineta
Il bosco, di 24 ettari, è stato impiantato con pini domestici agli inizi degli anni ’40 dal Corpo forestale dello Stato allo scopo di proteggere le abitazioni vicine dai forti venti provenienti dal mare. In seguito è stata rimboschita la fascia più vicina al mare utilizzando pini marittimi e olivi di Boemia, resistenti al vento e alla salsedine. La pineta di Pinarella e Tagliata è stata riconosciuta come Riserva Naturale Statale nel 1977 per tutelare la vegetazione presente. Negli ultimi anni, a seguito della caduta di una rilevante quantità di alberi, dovuta ad allagamenti e venti estremamente forti, il Comune di Cervia ha provveduto a rinnovare parti del bosco, utilizzando il pino domestico nelle zone dunose e latifoglie adatte nelle zone più basse, soggette a ristagni idrici.